# Championnats du monde de BMX 2023
Navigation
Édition précédente Édition suivante
Les championnats du monde de BMX 2023, 27e édition des championnats du monde de BMX organisés par l'Union cycliste internationale, ont lieu du 12 au 13 août 2023 à Glasgow, au Royaume-Uni.
Ces mondiaux seront organisés dans le cadre plus large des championnats du monde de cyclisme UCI 2023 rassemblant tous les quatre ans à partir de 2023 treize championnats du monde de cyclisme dans différentes disciplines (route, piste, VTT...).
Le BMX Racing World Challenge se déroule du 6 au 9 août avec des compétitions dans les catégories Challenge et Masters. La catégorie Challenge contient des compétitions pour les tranches d'âge allant des enfants de 5 ans aux adultes de plus de 35 ans. Les championnats du monde proprement dits sont organisés pour les femmes et les hommes dans les catégories élite, moins de 23 ans et juniors (17/18 ans). Les gagnants de chaque groupe d'âge en Challenge sont récompensés dans une cérémonie de remise des prix sans médailles ni podium. Ce dernier est réservé aux Masters (30 ans et +), où les vainqueurs reçoivent un maillot arc-en-ciel dans la version Masters sont considérés comme champions du monde de leur catégorie. Les compétitions Masters sont également incluses dans le tableau des médailles des championnats du monde de cyclisme UCI 2023 .

## Podiums
| Épreuves               | Or                | Argent           | Bronze            |
| ---------------------- | ----------------- | ---------------- | ----------------- |
| Épreuves masculines    |                   |                  |                   |
| Course élites          | Romain Mahieu     | Arthur Pilard    | Joris Daudet      |
| Course moins de 23 ans | Filib Steiner     | Matéo Colsenet   | Rico Bearman      |
| Course juniors         | Thomas Maturano   | Federico Capello | Tommaso Frizzarin |
| Course masters         | Barry Nobles      | Thibaud Chauvin  | Emilio Falla      |
| Épreuves féminines     |                   |                  |                   |
| Course élites          | Beth Shriever     | Laura Smulders   | Alise Willoughby  |
| Course moins de 23 ans | Tessa Martinez    | Emily Hutt       | Megan Williams    |
| Course juniors         | Veronika Stūriška | Sienna Pal       | Ava Corley        |
| Course masters         | Esther Renaut     | Karla Ortiz      | Lisa Mepschen     |

## Classements

### Course masculine élites
| Pos                                | Cycliste        | Pays            |
| ---------------------------------- | --------------- | --------------- |
|                                    | Romain Mahieu   | France          |
| Médaille d'argent, Coupe du Monde  | Arthur Pilard   | France          |
| Médaille de bronze, Coupe du Monde | Joris Daudet    | France          |
| 4.                                 | Carlos Ramírez  | Colombie        |
| 5.                                 | Jérémy Rencurel | France          |
| 6.                                 | Ross Cullen     | Grande-Bretagne |
| 7.                                 | Léo Garoyan     | France          |
| 8.                                 | Nicolás Torres  | Argentine       |
| 9.                                 | Simon Marquart  | Suisse          |
| 10.                                | Diego Arboleda  | Colombie        |

### Course féminine élites
| Pos                                | Cycliste         | Pays            |
| ---------------------------------- | ---------------- | --------------- |
|                                    | Beth Shriever    | Grande-Bretagne |
| Médaille d'argent, Coupe du Monde  | Laura Smulders   | Pays-Bas        |
| Médaille de bronze, Coupe du Monde | Alise Willoughby | États-Unis      |
| 4.                                 | Saya Sakakibara  | Australie       |
| 5.                                 | Mariana Pajón    | Colombie        |
| 6.                                 | Lauren Reynolds  | Australie       |
| 7.                                 | Manon Veenstra   | Pays-Bas        |
| 8.                                 | Zoé Claessens    | Suisse          |
| 9.                                 | Merel Smulders   | Pays-Bas        |
| 10.                                | Sae Hatakeyama   | Japon           |

## Tableau des médailles
| Rang  | Nation           | Or | Argent | Bronze | Total |
| ----- | ---------------- | -- | ------ | ------ | ----- |
| 1     | France           | 3  | 3      | 1      | 7     |
| 2     | Argentine        | 1  | 1      | 0      | 2     |
| 2     | Grande-Bretagne  | 1  | 1      | 0      | 2     |
| 4     | États-Unis       | 1  | 0      | 2      | 3     |
| 5     | Lettonie         | 1  | 0      | 0      | 1     |
| 5     | Suisse           | 1  | 0      | 0      | 1     |
| 7     | Pays-Bas         | 0  | 1      | 1      | 2     |
| 8     | Australie        | 0  | 1      | 0      | 1     |
| 8     | Chili            | 0  | 1      | 0      | 1     |
| 10    | Nouvelle-Zélande | 0  | 0      | 2      | 2     |
| 11    | Équateur         | 0  | 0      | 1      | 1     |
| 11    | Italie           | 0  | 0      | 1      | 1     |
| Total | Total            | 8  | 8      | 8      | 24    |